# Lenarchus rillus
Lenarchus rillus là một loài Trichoptera trong họ Limnephilidae. Chúng phân bố ở miền Tân bắc.